# Arapaima velká
Arapaima velká (Arapaima gigas), indiány nazývaná pirarucú nebo paiche, patří mezi největší sladkovodní ryby. Dorůstá délky až přes 3 metry a hmotnosti 200 kg. Žije ve vodách Amazonky, jejích přítoků, jako je Rio Madera a Rio Machado, obývá i stojaté vody, jezera, zaplavené oblasti, především mělké tůně chudé na kyslík. Díky tomu je tato ryba schopna dýchat atmosférický kyslík. V mělkých tůních, kde tato ryba žije, je velké množství piraní. Jako obranu si tato ryba vyvinula velmi velké, silné a zároveň ostré šupiny (ty největší jsou velké jako lidská dlaň).[zdroj⁠?!] Zajímavosti je, že tyto šupiny někteří amazonští indiáni používají jako pilník na nehty.[zdroj⁠?!]

## Popis

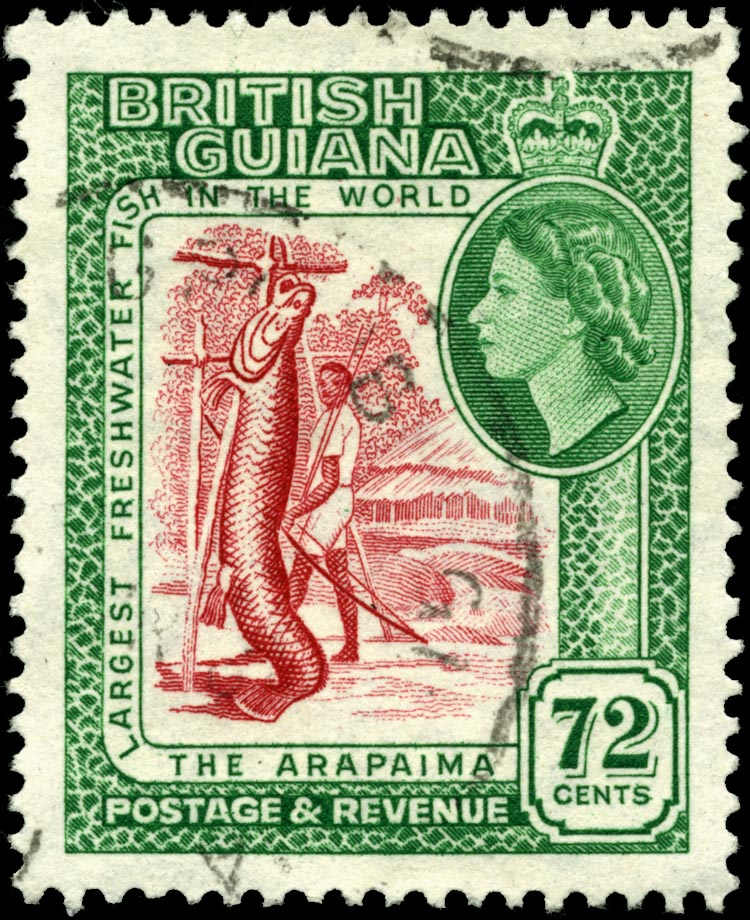
Arapaima velká jako největší sladkovodní ryba světa na poštovní známce Britské Guyany (dnes Kooperativní republika Guyana)

Arapaima je velká, štíhlá ryba proudnicovitého tvaru těla. Hřbetní a řitní ploutev jsou postavené vzadu na těle, blízko ocasní ploutve, podobně jako u štik a ostatních ryb, které rychle vyráží za kořistí. Šupiny jsou šedé až zelenožluté, u velkého jedince mohou být dlouhé až 10 cm. Největší ryby mohou být přes 3 metry dlouhé, ale v důsledku nadměrného lovu jsou takto velké arapaimy velmi vzácné. Kvůli svému prehistorickému vzhledu bývá někdy označována jako „živoucí fosílie“.
Arapaima je ryba, která je závislá na vzdušném kyslíku, který doplňkově dýchá, a proto se musí vynořovat u hladiny. Období sucha přežívá zahrabaná v bahně. Jedná se o predátora, který se živí rybami, ale také ptáky a dalšími živočichy, které nejraději loví u hladiny.

## Rozmnožování
Arapaimy jsou závislé na periodických záplavách, při kterých se velká část tropického deštného lesa ocitá pod vodou. V písčitém dnu vyhloubí hnízdo, do kterého během období sucha nakladou jikry. Potěr se vylíhne do období záplav, od května do srpna. Dospělé ryby chrání jikry i mladé rybky, přihání k nim vodu bohatou na kyslík a poskytují jim úkryt. Samice pohlavně dospívají až v 5 letech věku, kdy jsou 160 cm dlouhé.

## Lov

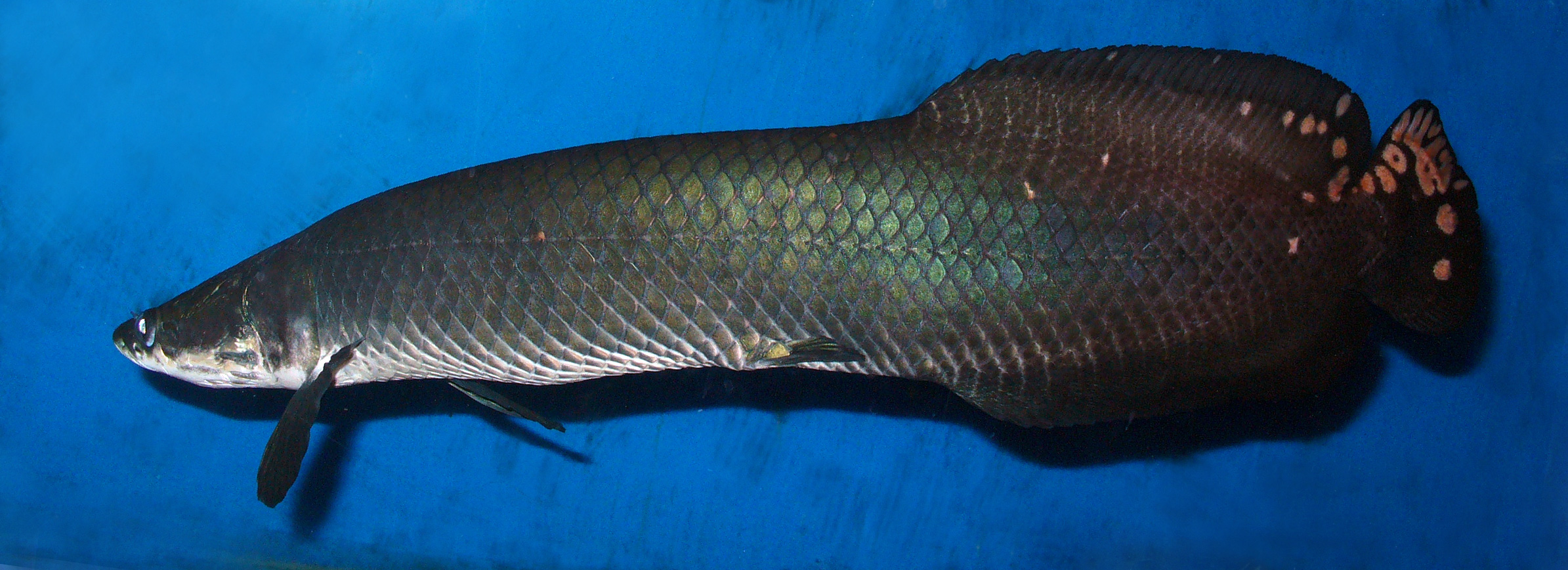
Arapaima velká

Arapaimy jsou vítaným úlovkem, jedna ryba poskytne až 70 kg masa. Protože musí vyplouvat k hladině, aby se nadechla, je snadným cílem pro harpuny a šípy. Arapaimy jsou také chytány do sítí. V důsledku nadměrného lovu zmizely velké kusy.
V roce 1976 organizace SUDEPE (Supertendencia do Desenvolvimento da Pesca) zakázala lov arapaim během období sucha, kdy jsou ryby snadno viditelné kvůli nízké hladině vody. Arapaimy se nesmí lovit, dokud nedosáhnou délky aspoň 1,5 metru.

### Světový rekord
Český rybář Jakub Vágner chytil v roce 2008 arapaimu o délce 2,5 metru a váze 130 kg, čímž vytvořil světový rekord. V roce 2010 vlastní rekord překonal ulovením jedince o délce 307 cm a váze 154 kg. Jedná se o vůbec nejdelší chycenou sladkovodní rybu na světě.

### Zájmový chov
Arapaima velká se někdy chová jako akvarijní ryba. Kvůli její obrovské velikosti ale chov není snadný.

## Galerie

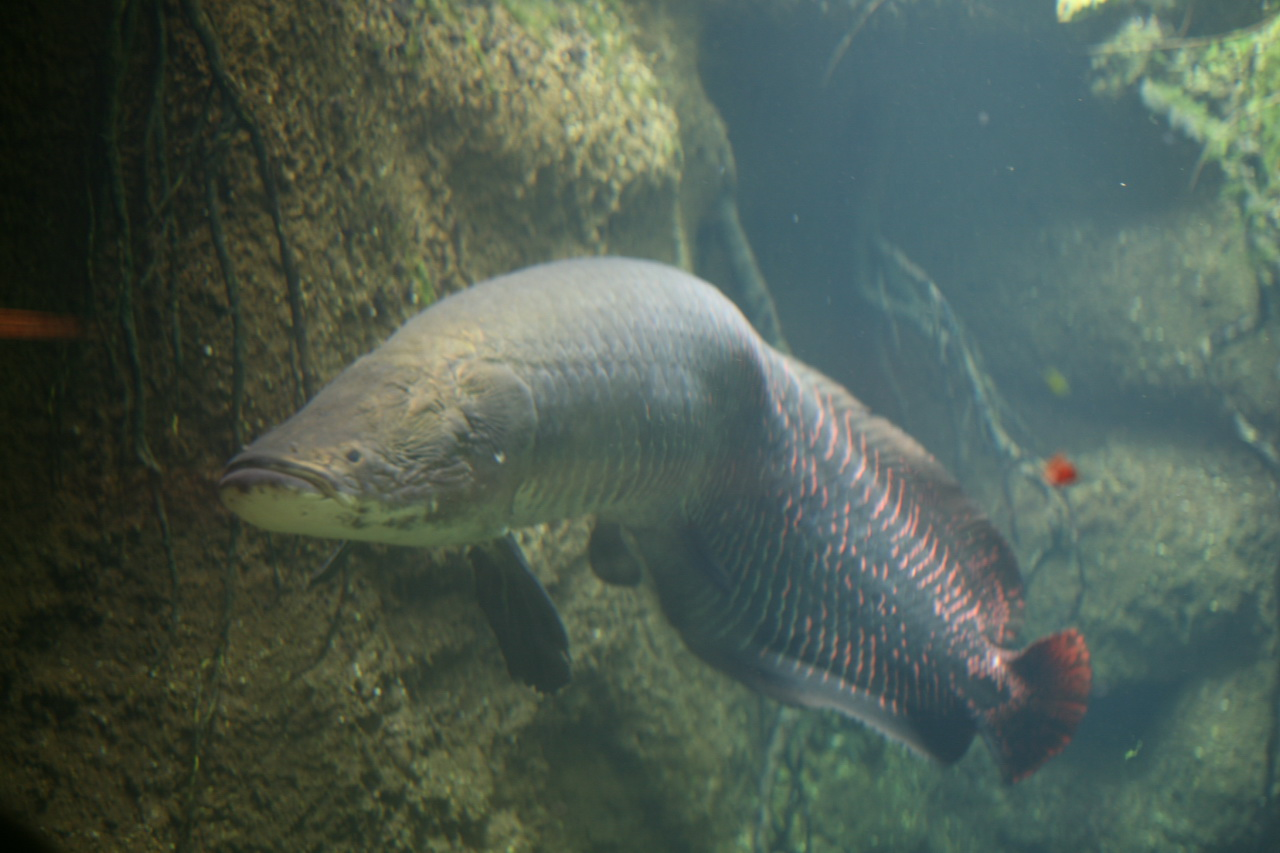
Arapaima gigas
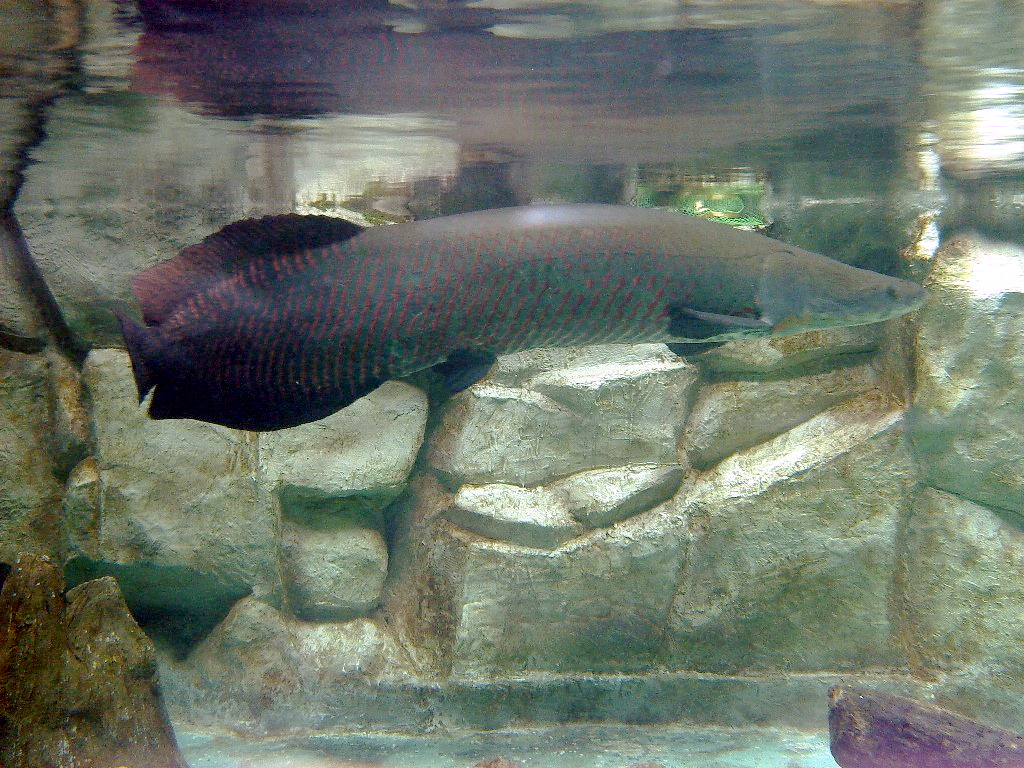
Arapaima gigas
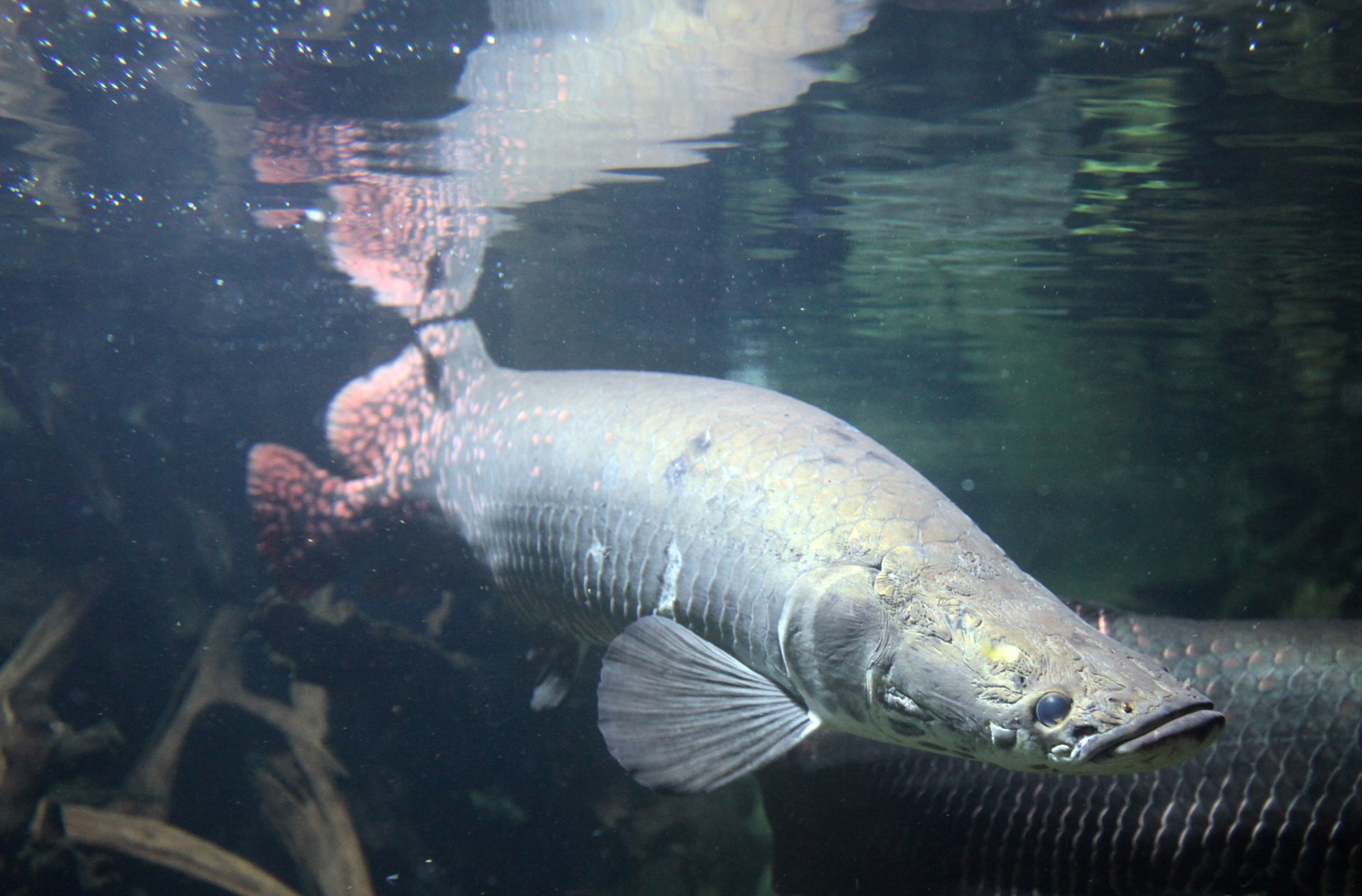
Arapaima gigas
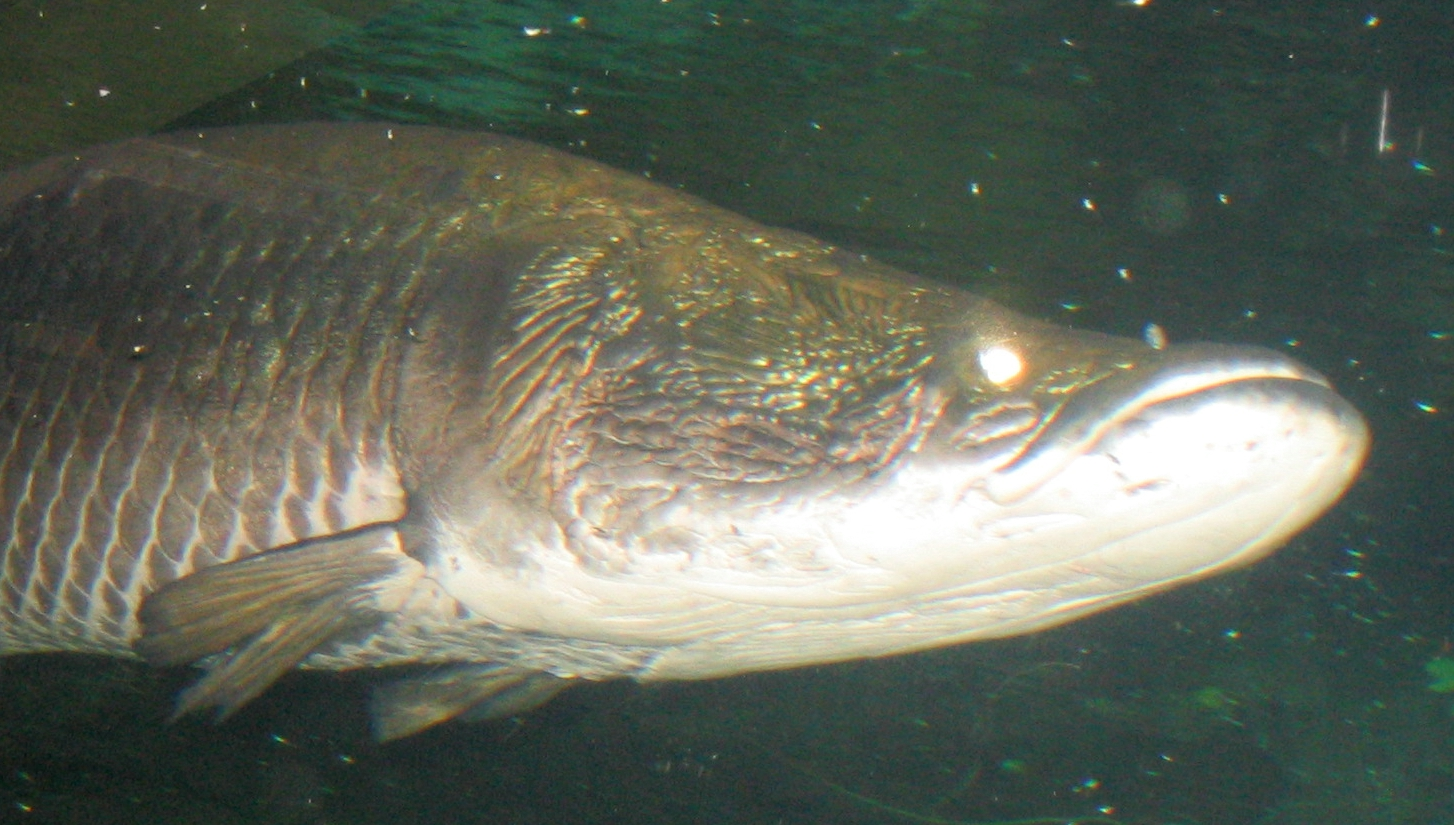
Arapaima gigas